# Myosotis brevis
Myosotis brevis är en strävbladig växtart som beskrevs av de Lange och Barkla. Myosotis brevis ingår i släktet förgätmigejer och familjen strävbladiga växter. Inga underarter finns listade i Catalogue of Life.